# Scorpaenopsis possi
Scorpaenopsis possi es un pez escorpión del Indo-Pacífico. En ocasiones se abre paso en el comercio de acuarios. Crece hasta 19,4 cm de longitud. El nombre de la especie hace referencia a S. G. Poss. Esta especie vive a profundidades entre 1 y 40 m de en el mar en zonas rocosas y fondos marinos de coral.